# Slapton (Devon)
Slapton è un villaggio e parrocchia civile dell'Inghilterra, appartenente alla contea del Devon.
Contrariamente a quanto faccia pensare il suo nome (Slapton Sands), la spiaggia di Slapton in realtà è un acciottolato.